# Bai ri yan huo
Bai ri yan huo (Chinees: 白日焰火; Internationaal: Black Coal, Thin Ice) is een Chinese film uit 2014 geregisseerd door Diao Yinan. De film ging in première op 12 februari op het Internationaal filmfestival van Berlijn.

## Verhaal
Het jaar 1999, in een steenkoolmijn in een industriestad in het noordoosten van China worden afgehakte ledematen ontdekt. Over heel de provincie Heilongjiang worden andere menselijke resten gevonden. Bij een mislukte poging om de seriemoordenaar te vatten, komen twee mensen van de plaatselijke politie om en een andere wordt zwaargewond. De overlevende politie-inspecteur Zhang Zili wordt geschorst en neemt een baan aan als bewakingsagent. Vijf jaar later vinden er weer een aantal moorden plaats in de provincie en gaat Zili op zoek naar de moordenaar.

## Rolverdeling
- Liao Fan als Zhang Zili
- Gwei Lun-Mei als Wu Zhizhen
- Wang Xuebing als Liang Zhijun
- Wang Jingchun als Rong Rong
- Yu Ailei als kapitein Wang
- Ni Jingyang als Su Lijuan

## Prijzen en nominates
De film won de Gouden Beer op het 64ste Internationaal filmfestival van Berlijn. De Zilveren Beer voor beste acteur ging naar Fan Liao.